# What a Friend We Have in Jesus

Titelseite einer Notenausgabe

What a Friend We Have in Jesus ist die Titelzeile eines Gedichtes, das aus der Feder des Iro-Kanadiers Joseph Scriven (1819–1886) stammt und als Evangeliumslied weltweite Verbreitung fand. Die bekannteste Übertragung ins Deutsche stammt von Ernst Gebhardt (1832–1899); sie trägt den Titel Welch ein Freund ist unser Jesus. Eine weitere Übertragung geht auf den Deutschamerikaner August Flammann (1846–1913) zurück. Ihre Titelzeile lautet Welch ein treuer Freund ist Jesus. Sowohl Gebhardt als auch Flammann waren methodistische Geistliche.
Es existieren mehrere Melodien zu Scrivens Gedicht. Die populärste Weise komponierte Charles C. Converse (1834–1918), alternative Melodien stammen unter anderem von Benjamin Franklin White (1800–1879), John Zundel (1815–1882), Williams Penfro Rowlands (1860–1937) und Ira David Sankey (1840–1908).
Das Lied, das in viele Sprachen übersetzt wurde, gilt als eine der bekanntesten Hymnen der evangelikalen Christenheit.

## Entstehungs- und Rezeptionsgeschichte
Es gilt als erwiesen, dass der iro-kanadische Privatlehrer Joseph Medlicott Scriven, der geistlich bei den Plymouth-Brüdern beheimatet war, Verfasser der bekannten Gebetshymne ist. Auch darüber, dass der Text ursprünglich nicht für die Öffentlichkeit, sondern für den privaten Gebrauch bestimmt war, herrscht Einigkeit. Wilbur Tillet, dessen Familie eine freundschaftliche Verbindung mit Scriven pflegte, schrieb 1887: “The hymn What a friend we have in Jesus was never published by the author in any book or paper.” Die Fragen nach Ort und Zeitpunkt der Abfassung wurden jedoch in der Vergangenheit unterschiedlich beantwortet. So war der Scriven-Biograph Forster Meharry Russel der Überzeugung, Scriven habe den Text des Liedes 1846 während einer Reise nach Damaskus verfasst und eine Kopie anschließend in seine irische Heimat geschickt. Belege dafür lieferte Russel aber nicht. Heute geht man davon aus, dass Scriven den Text der Gebetshymne Anfang der 1850er Jahre, spätestens aber 1855 in Brantford (Ontario) gedichtet hat.
Bekannt sind insgesamt vier handschriftliche Kopien des Textes, die Scriven in seinem Bekannten- bzw. Freundeskreis verteilte. Diese Originalmanuskripte sind verloren gegangen. Dass sie existierten, bezeugen jedoch schriftliche Überlieferungen aus den genannten Kreisen. So schrieb zum Beispiel Wilbur Tillet am 8. Januar 1867: “He [Scriven] sent one copy to his own mother and handed another copy to my mother about the year 1855; and until very recently his most intimate friends did not know that he was the author of it.” Eine der Manuskript-Kopien wurde abgelichtet und von Edward Samuel Caswell (1862–1938) veröffentlicht (siehe Bild). Sie trägt den Titel Pray without ceasing. Dieser handschriftliche Text verfügt über vier Strophen mit insgesamt 16 Zeilen, während das etwas spätere Lied, dessen inhaltliche Verwandtschaft mit dem Manuskript-Text unverkennbar ist, vier Strophen mit zusammen 32 Zeilen umfasst.
Eine Kopie seines Gedichtes sandte Scriven an seine Mutter; eine weitere überließ er der Mutter des bereits erwähnten Wilbur Tillet. Im engsten Freundeskreis Scrivens war das Gedicht zwar bekannt, bis auf eine Ausnahme wusste aber niemand, dass Scriven selbst dessen Autor war. Von dieser Ausnahme berichtete später der bekannte „Evangeliumssänger“ Ira Sankey in seinem 1906 veröffentlichten autobiographischen Buch My Life and the Story of the Gospel Hymns. Danach hatte ein Nachbar den schwerkranken Scriven kurz vor seinem Tod besucht und bei dieser Gelegenheit eine handschriftliche Kopie des Gedichtes vorgefunden. Auf die Frage, wer denn der Autor des Textes sei, habe Joseph Scriven geantwortet: “The Lord and I did it between us!”
Die Erstveröffentlichung des Liedtextes erfolgte 1865 in Horace Hastings Social Hymns, und zwar anonym. In den ein Jahr später von Hastings herausgegebenen Songs of Pilgrimage findet sich sowohl das Lied als auch der Name Scrivens. Die vierte Strophe wurde in beiden Veröffentlichungen weggelassen. Eine Text- und Notenausgabe des Liedes wurde zum ersten Mal 1870 in der im Bostoner Verlag Oliver Ditson & Co erschienenen Liedersammlung Silver Wings veröffentlicht. Als Komponist ist Karl Reden angegeben. Hinter diesem Pseudonym verbirgt sich Charles Converse, der seinen Namen hin und wieder ins Deutsche übertrug (Charles = Karl; Converse = (Konversation) = Reden). Größere Popularität erlangte das Lied, nachdem es in das vom „Evangeliumssänger“ Ira Sankey 1875 herausgegebenen Gesangbuch Gospel Hymns and Sacred Songs unter der Nummer 29 aufgenommen worden war. Als Verfasser gab Sankey allerdings irrtümlicherweise den presbyterianischen Prediger und Dichter Horatius Bonar an. Erst in der Gesangbuchausgabe von 1887 findet sich in der Verfasserangabe Scrivens Name.
Im Jahr 2020 war das Lied weltweit in mehr als 1580 Gesangbüchern abgedruckt.

## Zum Text
Das von Scriven verfasste Gedicht gehört inklusive seiner Übertragungen und Übersetzungen zu den schlichten, stark an Bibeltexten angelehnten und von Erlebnisfrömmigkeit geprägten Liedtexten der Erweckungsbewegung des 19. Jahrhunderts. Innerhalb dieses Liedguts lässt es sich klar in die Kategorie der sogenannten Jesus-Lieder einordnen. Hier „wird Jesus besungen: als der gegenwärtige Herr und Helfer, als verlässlicher Freund, der an unserer Seite steht gegen alles, was uns bedrängen und in Angst versetzen will, als der, der uns vor Gott vertritt und uns aus den Fängen der Sünde und des Todes befreit“.
| „Pray without ceasing“ Scriven-Manuskript, bei E. Caswell abgedruckt | Originaltext (Joseph Scriven) | Übertragung I (Ernst Gebhardt) | Übertragung II (August Flammann) |
| --- | --- | --- | --- |

Joseph M. Scriven

Scriven-Manuskript: „Pray without ceasing!“ (Bete ohne Unterlass!)

| What a Friend we have in Jesus, All our sins and griefs to bear! What a privilege to carry Every thing to God in prayer! Oh! What peace we often forfeit; Oh what needless pain we bear! All, because we do not carry Everything to God in prayer. Have we trials, and temptations? Is there trouble everywhere? We should never be discouraged: Take it to the Lord in prayer. Are we cold and unbelieving, Cumbered with a load of care? Here the Lord is still our refuge: Take it to the Lord in prayer. | What a Friend we have in Jesus, All our sins and griefs to bear! What a privilege to carry Everything to God in prayer! O what peace we often forfeit, O what needless pain we bear, All because we do not carry Everything to God in prayer! Have we trials and temptations? Is there trouble anywhere? We should never be discouraged, Take it to the Lord in prayer. Can we find a friend so faithful Who will all our sorrows share? Jesus knows our every weakness, Take it to the Lord in prayer. Are we weak and heavy-laden, Cumbered with a load of care? Precious Savior, still our refuge — Take it to the Lord in prayer; Do thy friends despise, forsake thee? Take it to the Lord in prayer; In His arms He’ll take and shield thee, Thou wilt find a solace there. Blessed Savior, Thou hast promised Thou wilt all our burdens bear May we ever, Lord, be bringing All to Thee in earnest prayer. Soon in glory bright unclouded There will be no need for prayer Rapture, praise and endless worship Will be our sweet portion there. | Welch ein Freund ist unser Jesus, o wie hoch ist Er erhöht! Er hat uns mit Gott versöhnet und vertritt uns im Gebet. Wer mag sagen und ermessen, wie viel Heil verloren geht, wenn wir nicht zu Ihm uns wenden und Ihn suchen im Gebet! Wenn des Feindes Macht uns drohet und manch Sturm rings um uns weht, brauchen wir uns nicht zu fürchten, stehn wir gläubig im Gebet. Da erweist sich Jesu Treue, wie Er uns zur Seite steht als ein mächtiger Erretter, der erhört ein ernst Gebet. Sind mit Sorgen wir beladen, sei es frühe oder spät, hilft uns sicher unser Jesus, fliehn zu Ihm wir im Gebet. Sind von Freunden wir verlassen und wir gehen ins Gebet, o so ist uns Jesus alles: König, Priester und Prophet. | Welch ein treuer Freund ist Jesus, der da immer hilft so gern! Welch ein Vorrecht ist’s, zu bringen alles im Gebet zum Herrn. Oft wir unsern Frieden stören, und die Ruhe ist uns fern, weil wir immer nicht gleich bringen alles im Gebet zum Herrn. Kommen Prüfungen und Leiden, leuchtet dir kein Morgenstern: Zage nicht in solchen Stunden! Komme im Gebet zum Herrn! Wenn die Not am allergrößten, ist die Hülfe dir nicht fern; bringe, was dich ängstlich quälet, alles im Gebet zum Herrn. Bist du matt und schwer beladen? Wärest du erquicket gern? Jesus ist der Müden Stärke, Gläubig komme zu dem Herrn! Stehst du einsam und verlassen? Ihm allein zu trauen lern’! Bringe froh in allen Lagen alles im Gebet zum Herrn! |

## Zur Melodie
Die bekannteste Melodie des Liedes komponierte Charles Crozat Converse (1834–1918). Er nannte sie Erie und widmete sie damit der pennsylvanischen Hafenstadt, in der er viele Jahre seines Lebens als Rechtsanwalt arbeitete.

## Verbreitung

### Übersetzungen und Übertragungen (Auswahl)
| Sprache     | Titelzeile                   | Anmerkungen |
| ----------- | ---------------------------- | --- |
| Esperanto   | Trans imag' Jesu' amikas     | Die Übertragung stammt von Reinhard Pflüger (Esperanto-Schreibweise: rajnhart pfliger). Sie erschien zuerst im christlichen Esperanto-Magazin Dia Regno (4/2006). |
|             | Ho Jesu', amiko mia          | Bei dieser Version in Esperanto handelt es sich um eine Übersetzung Manfred Retzlaffs (Esperanto-Schreibweise: manfredo ratislavo), die ebenfalls 2006 (wenige Monate nach Pflügers Fassung) erschien. Sie findet sich unter anderem im Esperanto-Gesangbuch TTT-Himnaro Cigneta (erschienen 2009) unter der Nummer 178. |
| Französisch | Quel ami fidèle et tendre    | Die fünf Strophen umfassende Übertragung ins Französische besorgte der schweizerische evangelische Geistliche Emile Bonnard (1855–1933). Er war Pastor in Montet-Cudrefin (1882) und Coppet (1888–98). Anschließend arbeitete er für das Blaue Kreuz in Lausanne und unterstützte von dort die Missionsarbeit in Angola. |
| Japanisch   | 恩友歌 (Itsukushimi Fukaki)  | In Japan ist das Lied bei christlichen Trauungen als Eingangshymne beliebt. |
| Maori       |                              | Die Maori-Version ist im Gesangbuch der anglikanischen Kirche von Neuseeland und Polynesien enthalten. |
| Schwedisch  | Tänk, en sådan vän som Jesus | Die erste Übersetzung ins Schwedische erfolgte 1877. Sie stammt von Erik Nyström (1842–1907). |
|             | Vilken Vän Vi Har I Jesus    | Die bislang jüngste Übersetzung ins Schwedische geht auf die Musikpädagogin und Schriftstellerin Eva Magnusson (* 1924) zurück. Sie schuf sie 1984. Abgedruckt ist das Lied im 1986 erschienenen ökumenischen Gesangbuch Den svenska psalmboken (Nr. 48).                                                                |
| Shona       | Hama Yedu Ndiye Jesu         | Shona ist eine der offiziellen Sprachen Simbabwes. Der Übersetzer oder die Übersetzerin des Liedes ist unbekannt. |

### In Gesangbüchern des deutschsprachigen Raums (Auswahl)
| Gesangbuch                                               | Nummer | Konfessionelle Ausrichtung                   |
| -------------------------------------------------------- | ------ | -------------------------------------------- |
| Evangelisches Gesangbuch (Württemberg)                   | 642    | Evangelische Landeskirche in Württemberg     |
| Feiern und Loben                                         | 77     | freikirchlich (BEFG, BFeG)                   |
| Feiert Jesus! (Band 3)                                   | 177    | überkonfessionell, charismatisch             |
| Gemeindelieder                                           | 72     | freikirchlich (BEFG, BFeG)                   |
| Gemeinschaftsliederbuch (1948)                           | 71     | Gemeinschaftsbewegung                        |
| [Mennonitisches] Gesangbuch (1972)                       | 341    | Süddeutsche Mennoniten                       |
| Gesangbuch der Evangelisch-methodistischen Kirche (2009) | 336    | evangelisch-methodistisch                    |
| Gesangbuch der Neuapostolischen Kirche                   | 237    | neuapostolisch                               |
| Glaubenslieder                                           | 313    | Brüderbewegung                               |
| Glaubensstimme für Gemeinde und Haus                     | 493    | freikirchlich (BEFG)                         |
| Jesu Name nie verklinget (Band 1)                        | 121    | pietistisch                                  |
| Jesus unsere Freude                                      | 422    | Gemeinschaftsbewegung                        |
| Mennonitisches Gesangbuch (2004)                         | 106    | Mennoniten in Deutschland und in der Schweiz |

### Aufnahmen (Auswahl)
| Interpret/en                 | Album / Titelzeile                                                  | Anmerkungen, Hinweise                                                                         |
| ---------------------------- | ------------------------------------------------------------------- | --------------------------------------------------------------------------------------------- |
| The Caravans                 | Discogs.com: Anniversary-Program (Album 1962, Track A2)             | Youtube-Video                                                                                 |
| Mississippi John Hurt        | Discogs.com: Sacred and Secular (Album 1988 (remastered), Track B6) | Dem Album liegt eine Aufnahme von 1963 zugrunde.                                              |
| Mr. und Mrs. Wheeler         | What a Friend We Have in Jesus (Titelzeile)                         | Aufnahme vom 23. Dezember 1915 / Schellack                                                    |
| Old Southern Sacred Singers: | What a Friend We Have in Jesus                                      | Erstaufnahme: 1927 (Brunswick Records, 172); weitere Aufnahme: 1930 (Supertone record S-2117) |
| Tennessee Ernie Ford         | Nearer the Cross (Titelzeile)                                       | Aufnahme 1958 (Capitol Records)                                                               |

### Sonstiges
- Pete Seeger: What a Friend We Have in Congress[25]
- Alan Price: Changes (1988). Price verwendete die von Charles Converse komponierte Erie-Melodie.
- VW-Golf-Werbung in Großbritannien 1987/88[26]